# Zumpango (region)

Zumpango (spanska: Región XX Zumpango) är en region i delstaten Mexiko i Mexiko. Den bildades 1986 eller tidigare som en av de första åtta regionerna i delstaten under namnet Región II Zumpango, och regionen hade då en area på 3 218,55 kvadratkilometer. Sedan dess har regionens yta stadigt krympt genom åren och brutits upp till olika regioner.
Dagens region Zumpango gränsar till delstaten Hidalgo i norr, regionen Ecatepec i ost samt regionerna Tepotzotlán och Tultitlán i syd.

## Kommuner i regionen
Regionen består av fem kommuner (2020).
- Apaxco
- Hueypoxtla
- Huehuetoca
- Tequixquiac
- Zumpango